# Subpelignus hortobagyensis
Subpelignus hortobagyensis är en tvåvingeart som beskrevs av Papp 1983. Subpelignus hortobagyensis ingår i släktet Subpelignus och familjen vattenflugor.
Artens utbredningsområde är Ungern. Inga underarter finns listade i Catalogue of Life.